# Bezirk Uznach
Der Bezirk Uznach war von 1803 bis 1831 eine Verwaltungseinheit des Kantons St. Gallen in der Schweiz.
Der Bezirk Uznach bestand seit der Gründung des Kantons St. Gallen im Jahr 1803 aus den Kreisen Schänis, Kaltbrunn, Uznach, Rapperswil und Eschenbach sowie den Gemeinden Amden, Weesen, Schänis, Benken, Kaltbrunn, Uznach, Ernetschwil, St. Gallenkappel, Gommiswald, Schmerikon, Eschenbach, Goldingen, Jona und Rapperswil.
Im Jahr 1831 wurde der Bezirk Uznach in den Bezirk Gaster und den Bezirk See aufgeteilt.